# Peephole (canción)
"Peephole" —en español: «Mirilla»— es la décima canción del álbum debut de System of a Down y es la continuación de la pista anterior "Mind".
La canción parece ser una advertencia de uso abusivo de drogas, tras el estribillo de la línea principal «Don't you ever get stuck in the sky when you're high» "no te quedes estancado en el cielo cuando estás drogado".
Los primeros 30 segundos de la canción suena la misma idea que fue utilizado en la canción "Revolution 9" que fue un collage sonoro de diferentes efectos de sonido y cintas de "The Beatles". Repite el coro de "Peephole".
- Datos: Q2880185